# Głaz narzutowy w Pruszkowie
Głaz narzutowy w Pruszkowie – pomnik przyrody, granitowy lub gnejsowy głaz narzutowy zlokalizowany w obrębie ogrodu Muzeum Starożytnego Hutnictwa Mazowieckiego w Pruszkowie. Jest to jedyny pomnik przyrody nieożywionej powiatu pruszkowskiego i największy głaz narzutowy w Pruszkowie.
Głaz został wydobyty w 1995, w trakcie robót budowlanych przy ul. Grunwaldzkiej w Pruszkowie. Prawdopodobnie został on przywleczony na obecny teren miasta wraz z lądolodem skandynawskim (młodsze nasunięcia środkowopolskie) od około 215 lub 185 do 130 tysięcy lat temu. Zapewne został on wyegzarowany z podłoża Smålandii (południowo-wschodnia Szwecja). 
Wymiary głazu są następujące: długość – 3,1 m, szerokość – 2,2 m, wysokość – 1,3 m, obwód – 8,0 m, objętość – 4,6 m³, waga (szacunkowo) – 12,8 tony.